# Jérôme Mondoulet
Pas d'image ? Cliquez ici

a Compétitions nationales et continentales officielles uniquement.

b Matchs officiels uniquement.
Dernière mise à jour le 13 juillet 2022.
Jérôme Mondoulet, né le 2 juillet 1989 à Agen (Lot-et-Garonne), est un joueur français de rugby à XV. Il évolue au poste de deuxième ligne à Provence rugby.

## Biographie

### Famille
Son frère cadet, Loïc Mondoulet, évolue au poste de troisième ligne à l'US bressane.

### Débuts
Né à Agen, Jérôme Mondoulet commence le rugby à XV en mini poussins au SU Agen. Son entraîneur ayant refusé qu'il joue à l'arrière, il arrête le rugby pour se consacrer au moto-cross. Il fait quelques compétitions, mais c'est surtout un loisir. Plus tard, des amis l'incite à revenir au rugby et son gabarit fait qu'il décide de reprendre. Il fait un match, puis la fin de saison avant d'être contacté par le pôle espoir de Talence et le pôle France, puis il intègre l'équipe fanion du SU Agen. En 2009, il signe son premier contrat espoir avec le SU Agen.
Il est sélectionné en équipe de France de rugby à XV des moins de 19 ans et moins de 20 ans.
En 2012, il s'engage au SC Albi.
En 2014, il rejoint l'US bressane.
En 2017, il signe à Provence rugby,,. En 2019, il signe une prolongation de contrat de deux saisons avec le club,.

## Style de jeu
Jérôme Mondoulet est un joueur polyvalent, bien que son poste de prédilection soit deuxième ligne, il peut aussi bien jouer troisième ligne aile ou troisième ligne centre.